# Vytautas Adolfas Puplauskas
Vytautas Adolfas Puplauskas (* 3. Oktober 1930 in Rubežaičiai, Rajongemeinde Telšiai) ist ein litauischer Politiker.

## Leben
Er absolvierte die Grundschule in Telšiai und lernte in der Metall-Abteilung der Schule für Kunst-Handwerke Telšiai. Ab 1947 lernte er in den Vorbereitungskursen an der Vytauto Didžiojo universitetas (VDU) in Kaunas. In drei Jahren absolvierte er die restlichen 5 Gymnasiumsklassen und ab 1950 studierte und absolvierte das Studium der Elektromechanik an der Fakultät der Elektrotechnik der VDU. Danach arbeitete er in der Fabrik "Mastis" als Meister. Von 1990 bis 1992 war er Mitglied im Seimas und danach stellv. Bürgermeister von Telšiai.